# Bystřice nad Olší
Bystřice (polnisch Bystrzyca, deutsch Bistrzitz, früher Bystritz, Bystrzyc, Bistritz) ist eine Gemeinde in Tschechien. Sie liegt sechs Kilometer südöstlich von Třinec und gehört zum Okres Frýdek-Místek, Tschechisch-Schlesien.

## Geographie
Bystřice erstreckt sich in der Jablunkauer Furche zwischen den Bergen der Schlesischen und Mährisch-Schlesischen Beskiden entlang des Flüsschens Hluchová bis zu dessen Mündung in die Olsa. gegenüber dem Dorf fließt die Kopytná in die Olsa. Nördlich erhebt sich die Prašivá hora (541 m), östlich der Polední (656 m) und Javorový (647 m), im Südwesten liegen Skalka (649 m), Žďár (741 m) und Malý Kozinec (653 m) und im Westen der Javorový (1031 m).
Nachbarorte sind Vendryně im Norden, Nýdek im Nordosten, Hrádek im Südosten, Na Pasekách und Košařiska im Süden, Tyra im Südwesten sowie Karpentná und Oldřichovice im Westen.

## Geschichte
Bystřice wurde in der zweiten Hälfte des 14. Jahrhunderts als herzögliches Dorf gegründet. Die erste schriftliche Erwähnung stammt aus dem Jahre 1423. Bis ins 19. Jahrhundert war Bystrzyc ein kleines Bergbauerndorf im Herzogtum Teschen, dessen Bewohner vorwiegend von der Landwirtschaft, insbesondere der Weidewirtschaft lebten. In den Wäldern waren durch Holzfäller eine Vielzahl von Paseken (Einzelschläge) angelegt worden.

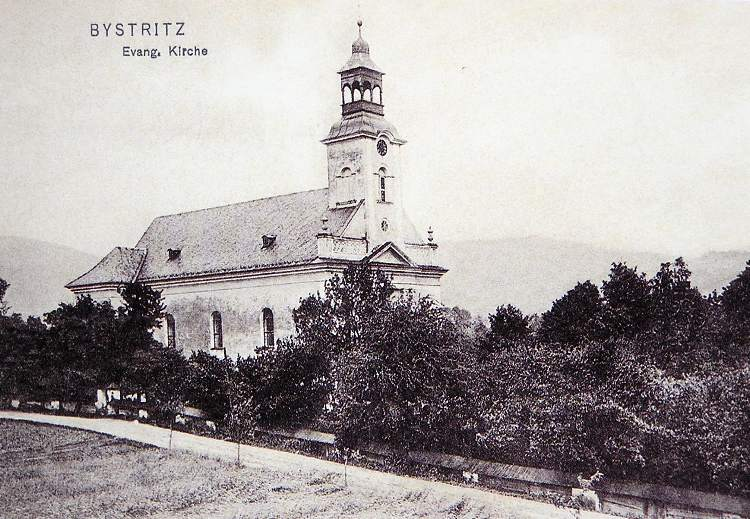
Evangelische Kirche

Zwischen 1811 und 1817 wurde eine evangelische Toleranzkirche erbaut. Nach der Gründung der Trzynietzer Eisenwerke im Jahre 1839 wuchs der Ort rasch an und ein Teil der Einwohner war in der Hütte beschäftigt.
Nach der Aufhebung der Patrimonialherrschaften bildete Bystrzyc ab 1850 eine Gemeinde im Bezirk Teschen. In der zweiten Hälfte des 19. Jahrhunderts trug das Dorf den Namen Bystritz, bis mit Beginn des 20. Jahrhunderts die Schreibweise Bistrzitz Verwendung fand. Der überwiegende Teil der Bewohner war polnischsprachig. Nach dem Zusammenbruch der k.u.k. Monarchie wurde auf dem Czantory-Kamm östlich des Dorfes die Grenze zwischen Polen und der Tschechoslowakei gezogen. Wegen des starken polnischen Bevölkerungsanteils beanspruchte auch Polen das Olsa-Gebiet und es kam zum Polnisch-Tschechoslowakischen Grenzkrieg. Ab 1920 gehörte Bystřice zum Bezirk Český Těšín. Nach dem Münchner Abkommen wurde Bystrzyca 1938 an Polen angeschlossen und kam im Jahre darauf nach der Besetzung Polens zum Deutschen Reich. Bis 1945 gehörte Bistritz zum Landkreis Teschen und kam nach Kriegsende zur Tschechoslowakei zurück.
Nach der Auflösung des Okres Český Těšín kam der Ort mit Beginn des Jahres 1961 zum Okres Frýdek-Místek. 1980 wurde durch Eingemeindung der umliegenden Dörfer die Großgemeinde Bystřice geschaffen, in der Bystřice den Ortsteil Bystřice 1-Bystřice bildete. 1990 bildeten die eingemeindeten Orte wieder eigenständigen Gemeinden. In Bystřice lebt eine starke polnische Minderheit.

## Gemeindegliederung
Für die Gemeinde Bystřice sind keine Ortsteile ausgewiesen. Zu Bystřice gehören die Ansiedlungen Na Pasekách, Pod Polednou und V Pasekách.

## Partnergemeinden
- Pińczów, Polen
- Svodín, Slowakei
- Tata, Ungarn

## Sehenswürdigkeiten

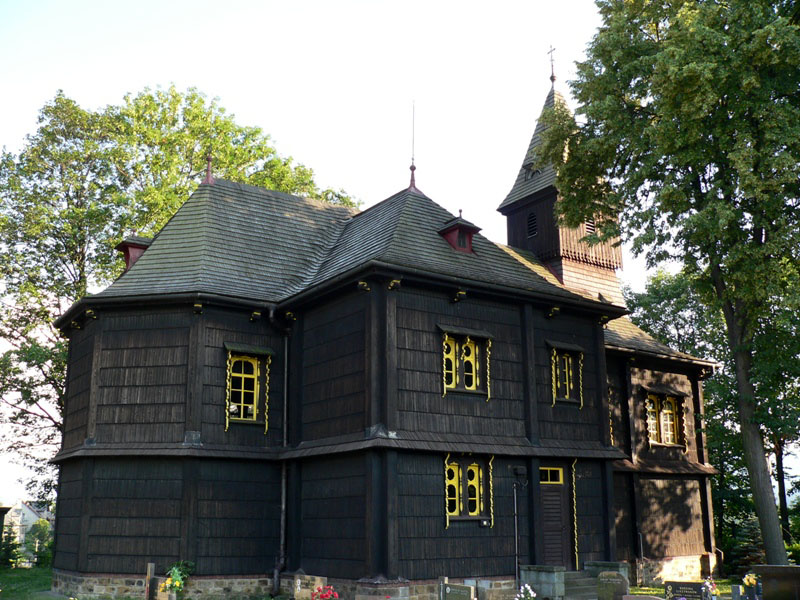
Katholische Kirche

- katholische Schrotholzkirche Erhebung des hl. Kreuzes, erbaut zum Ende des 16. Jahrhunderts
- evangelische Toleranzkirche, erbaut 1811–1817 im Empirestil, 1848 erfolgte der Anbau des Turmes

## Persönlichkeiten
- Karol Śliwka (* 23. März 1894 in Bystritz; † 19. März 1943 im KZ Mauthausen) war ein polnischer kommunistischer Politiker
- Wiktor Niemczyk (* 20. November 1898 in Bistrzitz/Teschener Schlesien; † 18. November 1980 in Warschau) war ein polnischer evangelisch-lutherischer Pfarrer und Akademie-Rektor
- Bára Sajdoková (* 2001), Hochspringerin